# Buchholzgasse (Weimar)

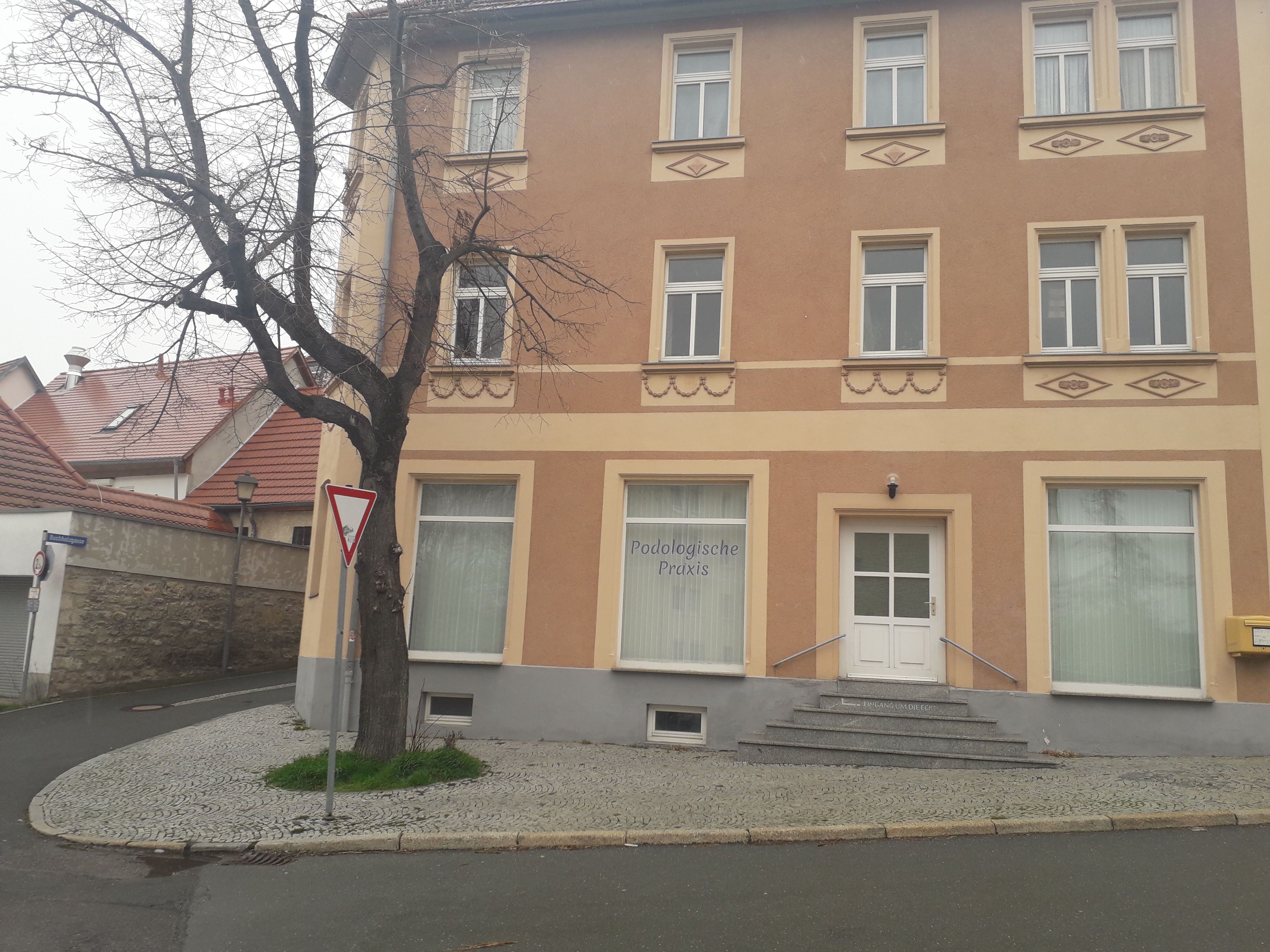
Buchholzgasse 2

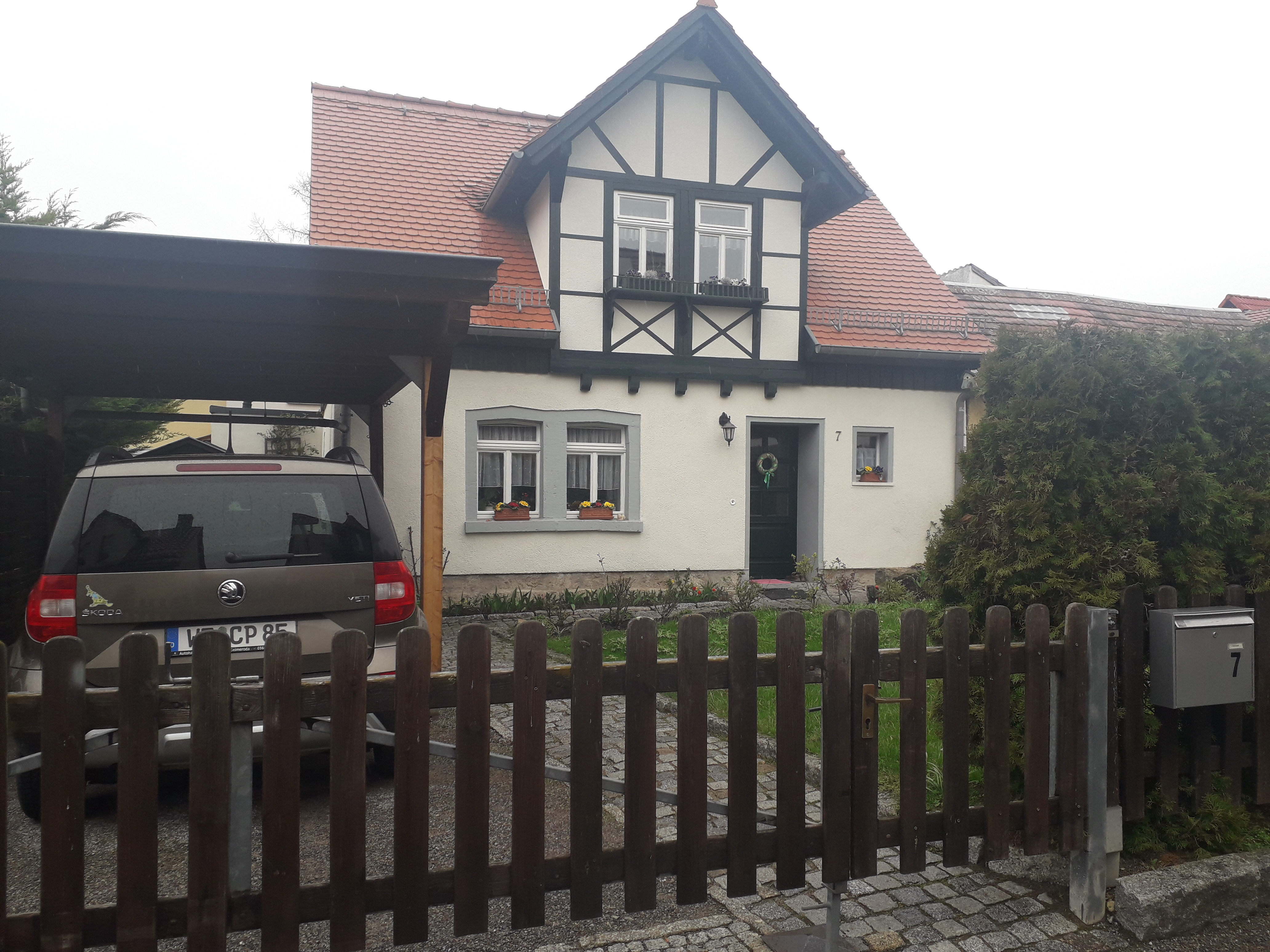
Buchholzgasse 7

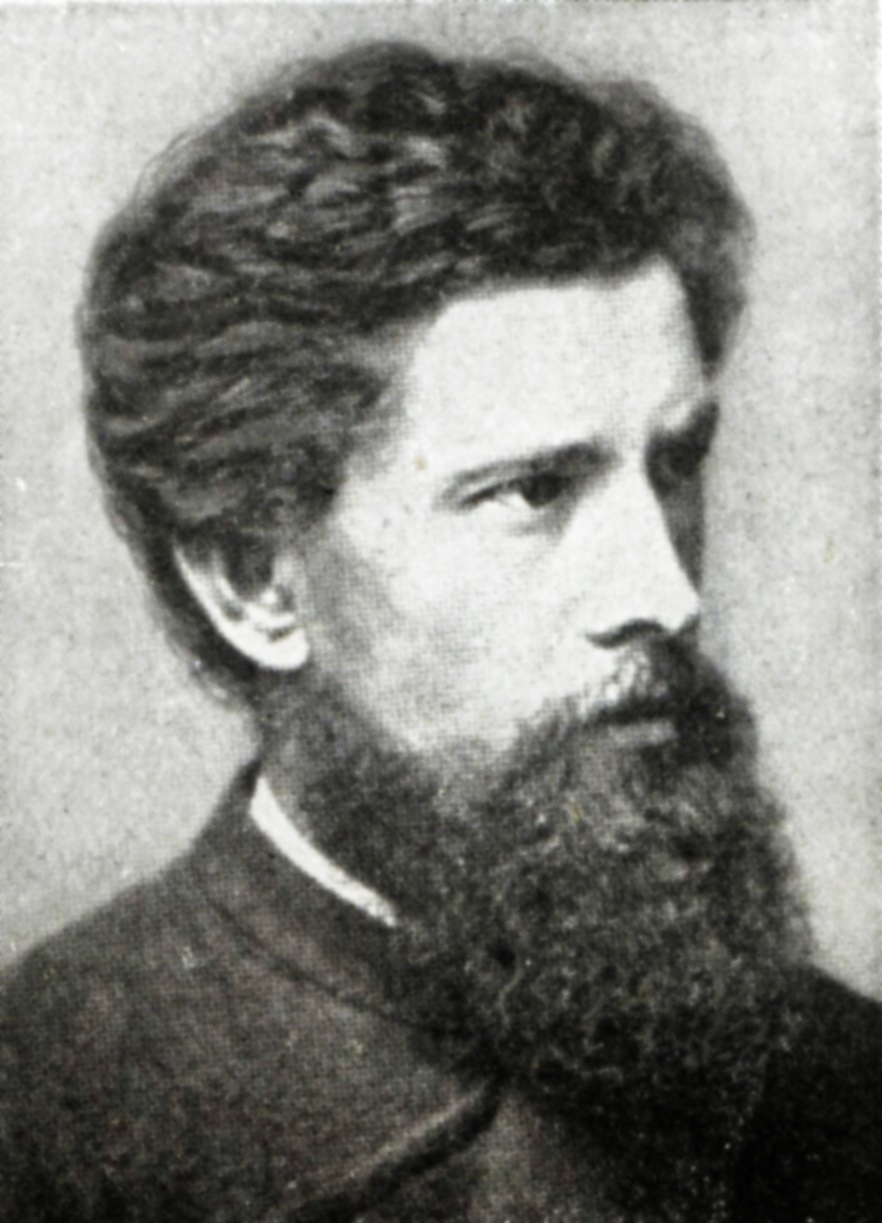
Karl Buchholz

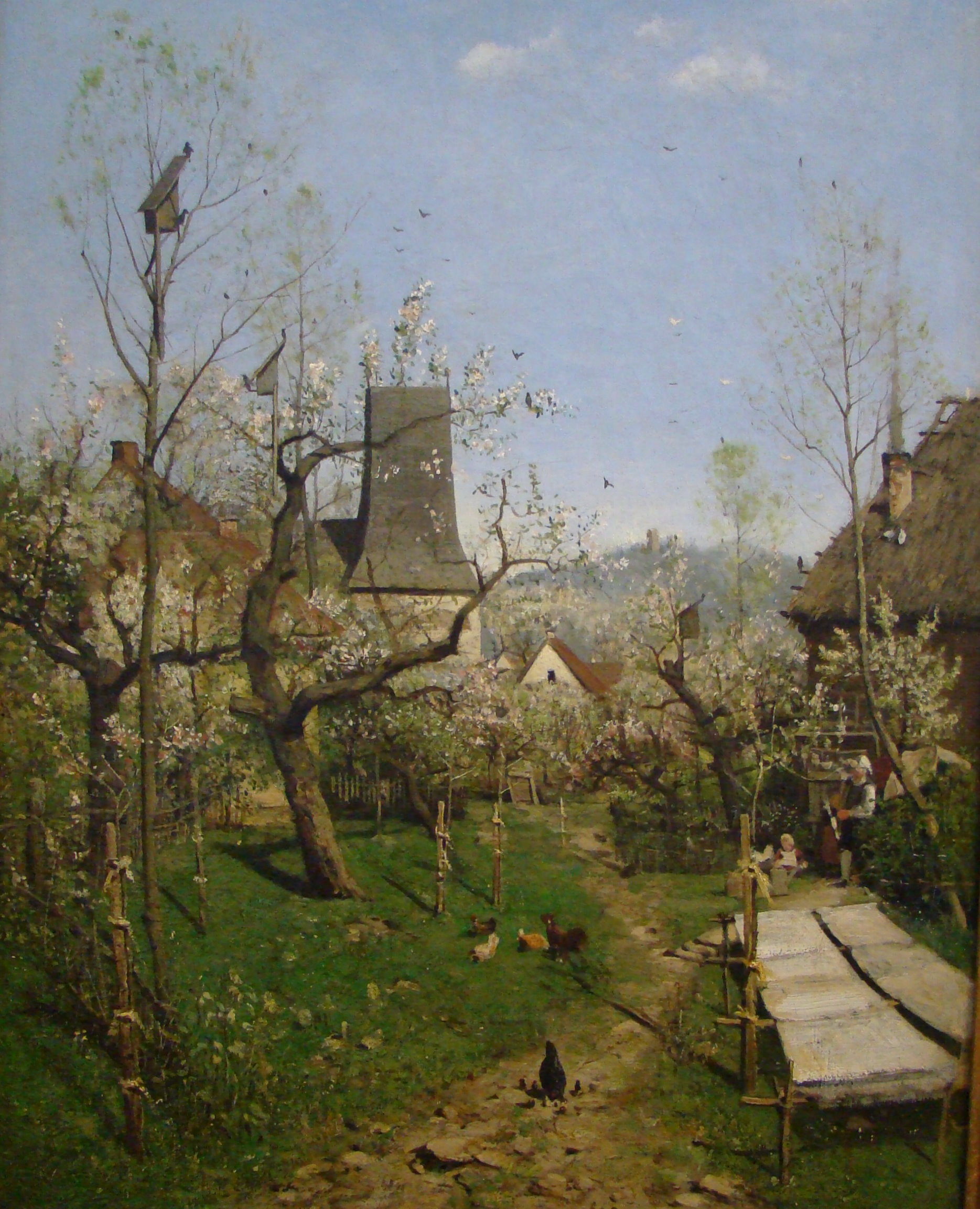
Frühling in Oberweimar (1868), Alte Nationalgalerie, (Berlin)

Die Buchholzgasse im Weimarer Stadtteil Oberweimar wurde nach einem einstigen Bewohner Oberweimars, dem Maler der Weimarer Malerschule Karl Buchholz benannt. Von diesem gibt es zahlreiche Ansichten Weimars und Umgebung. Die Anliegerstraße liegt zwischen Kurzer Weg und der Taubacher Straße.
Die Hausnummern Buchholzgasse 1 und 2 stehen auf der Liste der Kulturdenkmale in Weimar (Ortsteile). Seit 1926 heißt dieser Straßenzug Buchholzgasse. In der Buchholzgasse 7 wohnte auch der Namensgeber zusammen mit seiner verwitweten Mutter, der 1868 das kleine Haus erworben hatte. Eine Erinnerungstafel an Buchholz an dem Haus gibt es aber nicht. Buchholz nahm sich mit 40 Jahren das Leben, da er Melancholiker war. Die Buchholzgasse 2 war einmal das Wiener Kaffee, wo sich der Gründungsort des VFB Oberweimar befindet.
Koordinaten: 50° 57′ 56,5″ N, 11° 20′ 53,1″ O